# Mycalesis pereus
Mycalesis pereus är en fjärilsart som beskrevs av Fabricius 1775. Mycalesis pereus ingår i släktet Mycalesis och familjen praktfjärilar. Inga underarter finns listade i Catalogue of Life.